# Гргуревачка пећина
Гргуревачка пећина се налази на Фрушкој гори, на Поповом чоту, на 444 м.н.в. изнад села Гргуревци. Она је једино спелеолошко налазиште у Војводини и представља својеврсни геолошки феномен.
Формирана је у кречљацима тријарске старости, настала је у раседу-вертикалном каналу дубоком 17,5m са хоризонталним пукотинама, од којих је најдужа око седам метара. Пећински вертикални канал је врло узан, са два мања проширења повезана каналом ширине 0,6m. Одликује се специфичним пећинским накитом бубрежастог односно гроздастог лучења. црвене, жућкасте и беличасте боје. Специфично бубрежасто лучење пећинског накита јединствена је појава у Србији. На овом локалитету су пронађени фосилини остаци ситних глодара и слепих мишева.